# Епархия Тагума
Епархия Тагума (лат. Dioecesis Tagamna) — епархия Римско-Католической церкви с центром в городе Тагум, Филиппины. Епархия Тагума распространяет свою юрисдикцию на провинции Северный Давао и Долина Компостела. Епархия Тагума входит в митрополию Давао. Кафедральным собором епархии Тагума является церковь Христа Царя.

## История
13 января 1962 года Святой Престол учредил территориальную прелатуру Тагума.
11 октября 1980 года Римский папа Иоанн Павел II издал буллу Qui in Beati Petri, которой преобразовал территориальную прелатуру Тагума в епархию.
16 февраля 1984 года епархия Тагума передала часть своей территории для возведения новой епархии Мати.

## Ординарии епархии
- епископ Joseph William Regan (1.02.1962 — 16.05.1980);
- епископ Pedro Rosales Dean (23.07.1980 — 12.10.1985) — назначен архиепископом Пало;
- епископ Wilfredo D. Manlapaz (31.01.1986 — 07.04.2018);
- епископ Medil Sacay Aseo (20.06.2018 — по настоящее время).

## Источник
- Annuario Pontificio, Libreria Editrice Vaticana, Città del Vaticano, 2003, ISBN 88-209-7422-3
- Булла Qui in Beati Petri  (лат.)